# فونتانيليتشي
فونتانيليتشي (بالإيطالية: Fontanelice)‏ هي بلدية في مقاطعة بولونيا في إقليم إميليا رومانيا الإيطالي.

## السكان
في سنة 1861 بلغ عدد السكان 1٬807 نسمة، وتطور العدد ليصل في سنة 2011 لـ 1٬927 نسمة.
يظهر هذا المخطط البياني تطور النمو السكاني لـ فونتانيليتشي

## أعلام
- كارلو باربييري